# Saljut 5
Saljut 5 byla orbitální stanice SSSR v rámci programu Saljut. Označení letu dle katalogu COSPAR bylo 1976-057A. Stanice byla součástí vojenského programu Almaz. Na oběžné dráze byla 412 dní v letech 1976 až 1977.

## Základní údaje
Stanice byla vypuštěna z kosmodromu Bajkonur 22. června 1976. Byla podobná předchozím stanicím Saljut 3 a Saljut 4 s drobnými vylepšeními, hmotnost asi 19 000 kg.

## Lety ke stanici
Ke stanici letěly tři pilotované lodě Sojuz.
- Sojuz 21, posádka Boris Volynov a Vitalij Žolobov, připojili se 7. července 1976, pracovali zde na různých experimentech do 24. srpna 1976, po odpojení přistáli ve své lodi na Zemi.
- Sojuz 23, posádka Vjačeslav Zudov a Valerij Rožděstvenskij, při přibližování 15. října 1976 zjistili nefungování automatického řízení lodě a proto bylo řídícím střediskem rozhodnuto předčasně se vrátit na Zem.
- Sojuz 24, posádka Viktor Gorbatko a Jurij Glazkov, připojili se 8. února 1977, pracovali na stanici do 25. února 1977, po oddělení s lodí přistáli tentýž den na Zemi. Po jejich odletu zůstala stanice Saljut 5 až do svého zániku bez obsluhy.

## Zánik stanice
Stanice Saljut 5 zanikla v hustých vrstvách atmosféry nad Tichým oceánem po 412 dnech letu dne 8. srpna 1977 po zapálení korekčního motoru stanice. Vykonala 6 630 obletů Země, provedeno na ní bylo přes 300 experimentů. Za měsíc poté ji nahradila na orbitě sovětská orbitální stanice Saljut 6.